# Ofenziva od 100 dana
Ofenziva od 100 dana bila je završna saveznička ofenziva u Prvom svjetskom ratu na Zapadnom bojištu. Odigrala se između 8. kolovoza i 11. studenog 1918. kada je Njemačko Carstvo potpisalo kapitulaciju. Francuzi nekada označavaju ovu ofanzivu kao Kanadskih 100 dana aludirajući pritom na aktivno sudjelovanje kanadskih trupa u ovim operacijama. Ofenziva je dovela do konačne demoralizacije i povlačenja njemačkih trupa što je i rezultiralo kapitulacijom potpisanom 11. studenog 1918. u vagonu Compiègne, čime je završen Prvi svjetski rat.

## Vanjske poveznice
Sestrinski projekti
|  | Zajednički poslužitelj ima još gradiva o temi Ofenziva od 100 dana |